# セントラルコースト・スタジアム

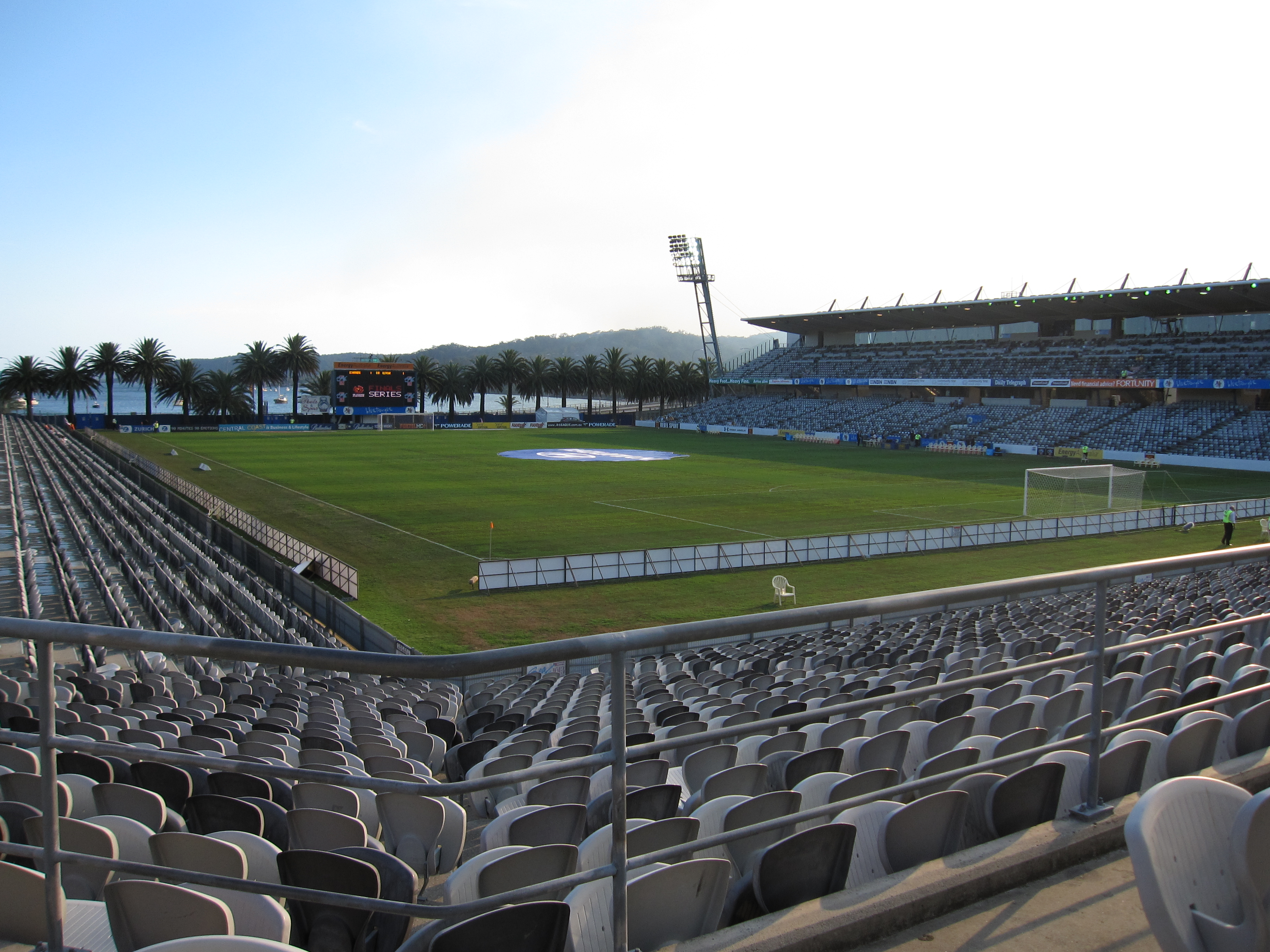
スタジアム内部より。正面(南側)には観客席が無く、映像装置と椰子のむこうに水面が見える

セントラルコースト・スタジアム(Central Coast Stadium)、通称ブルータン・スタジアム(Bluetongue Stadium)は、オーストラリア・ニューサウスウェールズ州ゴスフォードにあるスタジアムである。現在はサッカーAリーグのセントラルコースト・マリナーズのホームスタジアムとして知られる他、不定期にラグビー(ユニオン)・ラグビーリーグの試合も開催される。
グラウンドは長方形で、四方のうち三方にしか観客席が存在しないという特異な形状をしている。スタジアム南側が道路を挟んでブリスベン・ウォーターという入り江に面しており、グラウンドとの間には大型映像装置とその背後にヤシの木が立ち並ぶのみである。シティレールのゴスフォード駅から徒歩圏内(1km未満)の距離にある。

## 歴史
現在のブルータン・スタジアムは1990年代末に建設が始められ、2000年に完成した。当初はNRLのノーザン・イーグルズが、ホームゲームの半分をこのスタジアムで行い、もう半分は別のスタジアム(ブルックヴェール・オーバル)で開催していた。しかしこのチームは2002年のシーズン途中でゴスフォードを離れ、このスタジアムを本拠地とするプロスポーツクラブが無い状態がしばらく続いた。その間、2003年にはラグビーのワールドカップが行われ、このスタジアムも会場に選ばれた。ラグビー日本代表がアメリカと対戦している。2005年になって、新設されたサッカーAリーグのセントラルコースト・マリナーズFCがここを使用するようになり、現在まで続いている。また、2007年にはラグビーの全国リーグであるオーストラリアン・ラグビー・チャンピオンシップが発足しセントラルコースト・レイズがこのスタジアムをホームスタジアムとしたが、リーグ自体が1年限りで消滅した。
このスタジアムはネーミングライツの移り変わりにより「ノースパワー・スタジアム」「エクスプレス・アドヴォカート・スタジアム」などさまざまな名称で呼ばれてきた。現在の名称は、ネーミングスポンサーのブルータン・ブリュワリーにちなむ。